# Santo Domingo Albarradas
Santo Domingo Albarradas är en kommun i Mexiko.   Den ligger i delstaten Oaxaca, i den sydöstra delen av landet, 400 km sydost om huvudstaden Mexico City. Antalet invånare är 782. Arean är 90 kvadratkilometer.
Terrängen i Santo Domingo Albarradas är lite bergig.